# Dorcadion tschitscherini
Dorcadion tschitscherini là một loài bọ cánh cứng trong họ Cerambycidae.